# Mulloidichthys flavolineatus
Espèce
Le surmulet à ligne jaune (Mulloidichthys flavolineatus) est une espèce de poissons marins de la famille des Mullidae. On le trouve dans le Pacifique et l'Océan Indien.